# خوسيه خافيير كورتيز
خوسيه خافيير كورتيز هو لاعب كرة قدم إكوادوري، ولد في 5 مايو 1995 في إسمرالداس في الإكوادور.